# Hedy García
Hedy García (Pangil, 8 februari 1950) is een Filipijns zwemmer.
Op de Olympische Zomerspelen in 1968 in Mexico-Stad nam García deel aan de onderdelen 100 vrije slag, 200 meter schoolslag, 200 meter wisselslag en 400 meter wisselslag.